# The Last of the True Believers
Az 1986-os The Last of the True Believers Nanci Griffith negyedik nagylemeze. Ez volt az utolsó lemeze a Philo Records gondozásában, mivel az album sikere után egy jelentősebb lemezkiadóval sikerült szerződést kötnie. Griffith folytatta a country-orientált munkáját.
Az album szerepel az 1001 lemez, amit hallanod kell, mielőtt meghalsz című könyvben.

## Az album dalai
|     | Cím                                 | Szerző(k)                         | Hossz |
| --- | ----------------------------------- | --------------------------------- | ----- |
| 1.  | Last of the True Believers          | Nanci Griffith                    | 2:47  |
| 2.  | Love at the Five and Dime           | Griffith                          | 4:33  |
| 3.  | St. Olav's Gate                     | Tom Russell                       | 3:03  |
| 4.  | More Than a Whisper                 | Griffith, Bobby Nelson            | 3:42  |
| 5.  | Banks of the Pontchartrain          | Griffith                          | 3:39  |
| 6.  | Lookin' for the Time (Workin' Girl) | Griffith                          | 2:43  |
| 7.  | Goin' Gone                          | Pat Alger, Bill Dale, Fred Koller | 4:19  |
| 8.  | One of These Days                   | Griffith                          | 2:54  |
| 9.  | Love's Found a Shoulder             | Griffith                          | 2:19  |
| 10. | Fly by Night                        | Griffith                          | 2:36  |
| 11. | The Wing and the Wheel              | Griffith                          | 2:41  |

## Fordítás
Ez a szócikk részben vagy egészben a The Last of the True Believers című angol Wikipédia-szócikk ezen változatának fordításán alapul.  Az eredeti cikk szerkesztőit annak laptörténete sorolja fel. Ez a jelzés csupán a megfogalmazás eredetét és a szerzői jogokat jelzi, nem szolgál a cikkben szereplő információk forrásmegjelöléseként.